# Callochiton kapitiensis
Callochiton kapitiensis is een keverslakkensoort uit de familie van de Callochitonidae. De wetenschappelijke naam van de soort is voor het eerst geldig gepubliceerd in 1926 door Mestayer.